# Alburg

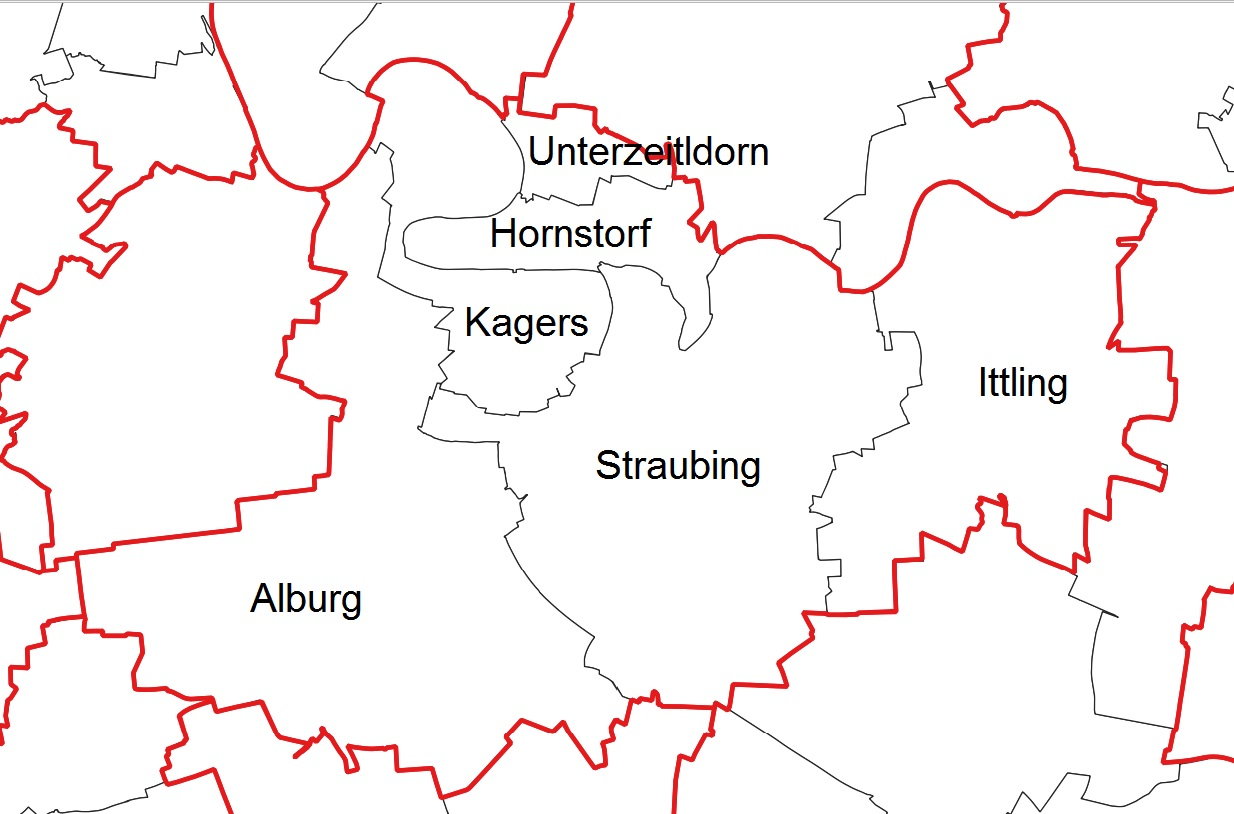
Alburg ist die westlichste und südlichste Gemarkung im Stadtgebiet von Straubing

Alburg ist ein Stadtteil der niederbayerischen kreisfreien Stadt Straubing sowie die westlichste und südlichste Gemarkung im Stadtgebiet. Bis 1972 war es eine eigenständige Gemeinde. Diese umfasste neben dem Gemeindehauptort und Pfarrdorf Alburg noch sieben weitere Gemeindeteile.

## Lage
Alburg liegt im Gäuboden im Südwesten des Straubinger Stadtgebietes.

## Geschichte

### Frühe Zeugnisse
Schon jungsteinzeitliche Ackerbauern besiedelten die Flur mit ihren ausgezeichneten Lössböden. Im Ortsteil Lerchenhaid kamen bei archäologischen Untersuchungen jungsteinzeitliche Langhäuser und umfangreiche keltische Siedlungsspuren zum Vorschein.
Ein Zufallsfund beim Lehmabbau am Alburger Hochweg brachte aber den größten Schatz aus der Straubinger Antike ans Licht: den Römerschatz mit Teilen von Paraderüstungen für Soldat und Pferd (heute im Gäubodenmuseum Straubing ausgestellt).
Reiche Funde gibt es auch aus der Zeit zwischen Ende der römischen Herrschaft und dem frühen Mittelalter. So konnte mittlerweile ein sehr bedeutender bajuwarischer Siedlungsplatz an der Stelle des heutigen Dorfkerns und die dazugehörigen Begräbnisfelder nachgewiesen werden.

### Alburg in Mittelalter und Neuzeit
Erstmals urkundlich erwähnt wurde Alburg 777 in einer Schenkungsurkunde des Agilolfingerherzogs Tassilo III. an das oberösterreichische Stift Kremsmünster. Dabei wird eine dem hl. Martin geweihte „capella“ urkundlich bezeugt. Die im frühen Mittelalter urkundlich genannte Kapelle zu Ehren von St. Martin (heute Pfarrkirche St. Stephan) an der Fernstraße Regensburg–Passau–Wien weist auf karolingisches Eigengut hin. Im 10. Jahrhundert erhielt das Regensburger Kloster St. Emmeram Grundbesitz bei Alburg. Der örtliche Besitz des Klosters Kremsmünster wurde 1073 von Bischof Altmann von Passau dem neu gegründeten Passauer Kloster St. Nikola übergeben. Dabei wechselte das Patrozinium von St. Martin auf den Passauer Diözesanpatron St. Stephanus. Auch das Kloster Rohr und verschiedene Adelige hatten im Mittelalter Grundbesitz bei Alburg.
1411 gab es einen Konflikt zwischen dem Kloster St. Nikola und dem Augsburger Domkapitel hinsichtlich der Zehntrechte für das Gebiet zwischen Alburg und Straubing. Mit Grenzsteinen wurde schließlich der Grenzverlauf zwischen Alburg und Straubing markiert. Alburg war damals bereits Pfarrei. Bis zur Säkularisation von 1803 pastorierten neben Weltpriestern Geistliche aus St. Nikola die im Bistum Regensburg gelegene Klosterpfarrei Alburg. Zum Zeitpunkt der Konskription besaß das Kloster hier noch sechs Güter.
Alburg war seit dem 16. Jahrhundert Oberamt des Landgerichtes Straubing, zu dem 1599 neben dem Stadtamt Straubing außerdem noch das Unteramt Salching gehörte. Das Oberamt war in die Hauptmannschaften Alburg, Atting, Perkam und Dürnhart aufgeteilt. 1752 umfasste der Bereich des Oberamtes Alburg 560 Anwesen. Eine eigene Niedere Gerichtsbarkeit etablierte sich in Alburg nicht.

### Gemeinde Alburg
Mit den Gemeindeedikten seit 1808 entstand die Gemeinde Alburg. 1821 wurden die Einöden Harthof und Oberast aus der Gemeinde Mitterharthausen Alburg zugeteilt, da sie zur Pfarrei Alburg gehörten.
Bis 1972 umfasste die zum Landkreis Straubing gehörige Gemeinde auf einer Fläche von 2200,76 Hektar (22,0 km²) acht Gemeindeteile, neben dem Pfarrdorf Alburg als Hauptort das Kirchdorf Frauenbründl, die Dörfer Kay und Lerchenhaid, den Weiler Wimpasing und die Einöden Harthof, Oberast und Mooshäusl.
Am 1. Juli 1972 verlor die landwirtschaftlich geprägte Gemeinde im Zuge der Gebietsreform in Bayern ihre Selbständigkeit und wurde in die kreisfreien Stadt Straubing eingemeindet.

## Bildung
- Grund- und Mittelschule St. Stephan Straubing-Alburg: Im Schuljahr 2018/2019 wurden hier insgesamt 361 Schüler von 35 hauptamtlichen Lehrkräften unterrichtet.[4][5]
- Kindergarten St. Stephan

## Vereine
- Freiwillige Feuerwehr Straubing Löschzug Alburg, gegründet 1868
- Alburger Powerfrauen
- FC Alburg 1956 e. V., gegründet am 1. Mai 1928 als Sportverein (SV) Alburg
- KAB Alburg
- KuSK Alburg
- KLJB Alburg

## Persönlichkeiten
- In Alburg wurde der Pädagoge und Komponist Adalbert Hämel (1860–1932) geboren.
- Der Kabarettist Hannes Ringlstetter wuchs in Alburg auf.